# Bluboo
Bluboo je dceřiná firma Huihua Exploit Technology Co. Ltd. Jde o čínského výrobce smartphonů. V roce 2009 vznikl z mateřské společnosti, která vznikla v roce 2006. Bluboo prodává své výrobky na tři desítku trhů po celém světě.

## Smarptohny dle roku výroby

### 2018
- Bluboo S2[3]
- Bluboo D5 Pro[4]

### 2017
- Bluboo S8
- Bluboo S8+[5]
- Bluboo S8 Lite[6]
- Bluboo S1[7]
- Bluboo D2[8]
- Bluboo D1[9]